# Праздник венков из роз
«Праздник венков из роз» или «Праздник чёток» (нем. Rosenkranzfest) — картина Альбрехта Дюрера, написанная им в 1506 году в Венеции. В настоящее время находится в Пражской Национальной галерее, Чехия.

## История создания
Первоначально работа была заказана Якобом Фуггером, посредником между императором Максимилианом I и папой Юлием II, во время пребывания художника в качестве гостя банкира в Аугсбурге, хотя сама картина была создана, пока художник находился в Венеции. Алтарный образ предназначался для церкви Сан-Бартоломео, располагавшейся у немецкого торгового дома Фондако деи Тедески.
По словам самого Дюрера (его письмо Виллибальду Пиркгеймеру от 8 сентября 1506 года), эта работа заставила признать тех художников, кто считал его лишь гравёром, что он также настоящий живописец.
Император Рудольф II позднее (1585) приобрёл картину «Праздник венков из роз» и переправил в Прагу.

## Композиция
В центре картины изображена Дева Мария с младенцем Христом на руках. Иисус возлагает венок на голову коленопреклонённого папы римского (Юлий II, портретное сходство не соблюдено), мадонна — на голову Максимилиана I. Сплетённые вместе белые (символ чистоты Марии) и алые (страданий Христа) розы знаменовали собой объединение всех христиан в вере.
Два ангела держат над Марией зелёный балдахин, двое других — корону Габсбургов. Расположившийся у ног Девы Марии музицирующий ангел — отсылка к картинам венецианских художников, которые часто включали этот мотив в свои произведения. Другие ангелы, а также святой Доминик, который стоит рядом с Богородицей, раздают венки из цветов. У левого края изображен патриарх Венеции Антонио Сориано со сложенными руками, а рядом с ним Буркард фон Шпейер, тогдашний капеллан церкви Сан-Бартоломео.